# Naomi Novik

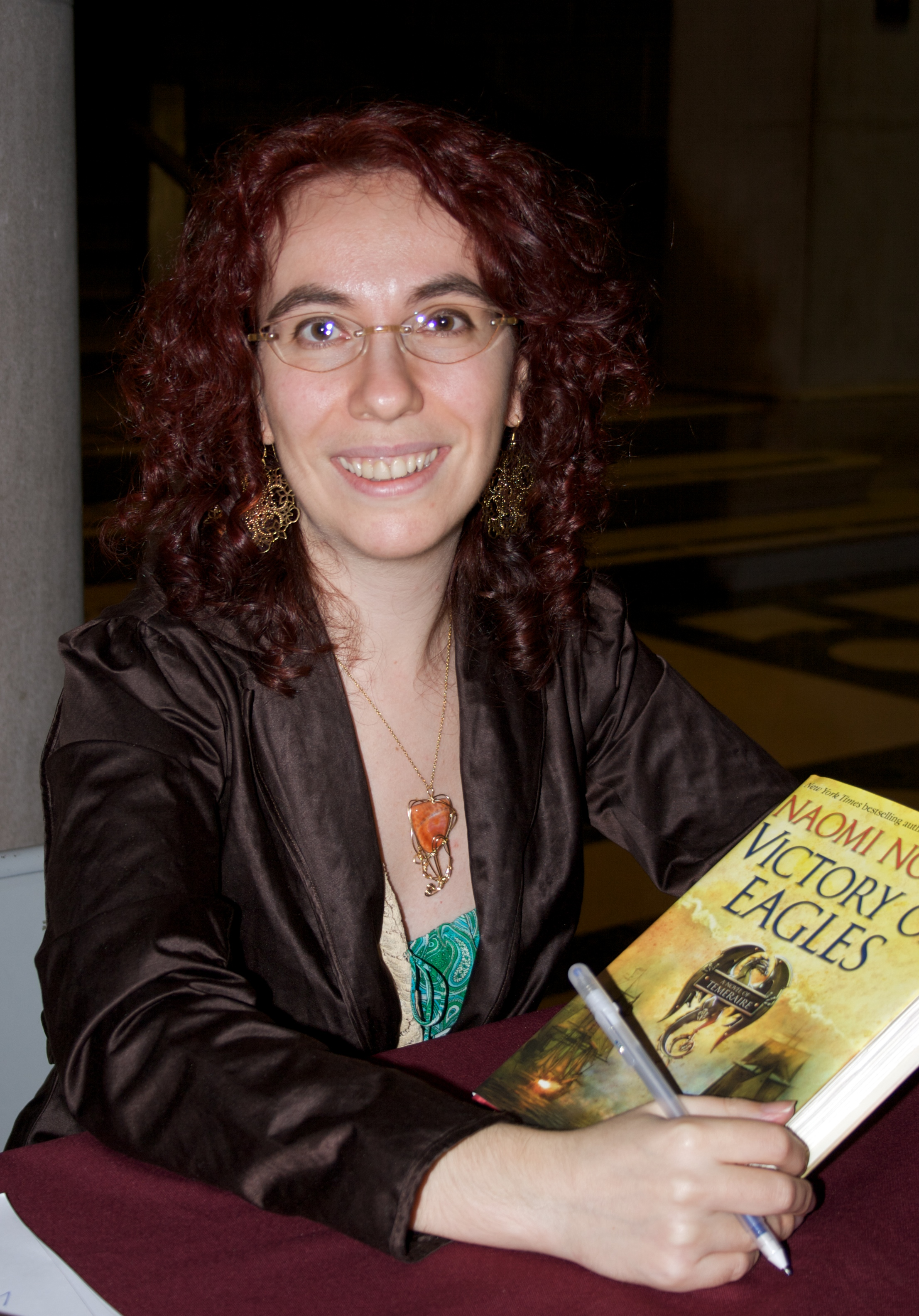
Naomi Novik

Naomi Novik (New York, 1973) is een Amerikaans fantasyschrijfster. Ze werd geboren in de Verenigde Staten, maar haar ouders zijn afkomstig uit Polen en Litouwen.
Novik studeerde Engelse literatuur aan de Brown Universiteit en Informatica aan de Universiteit van Columbia. Ze werkte mee aan het computerspel Neverwinter Nights: Shadows of Undrentide, maar besloot toen om een carrière als schrijfster te beginnen.
Ze debuteerde met haar eerste roman, His Majesty's Dragon (in het Nederlands uitgebracht onder de naam Temeraire). Het was het eerste deel in haar Temeraire trilogie. Na het uitkomen van het eerste boek, in 2006, nam filmregisseur Peter Jackson een optie op de verfilming van de boeken.